# Замок Енґсьо (Швеція)
Замок Енґсьо (швед. Ängsö slott) — замок, розташований на околицях міста Вестерос, в лені Вестманланд (Швеція).

## Будова
Замок Енґсьо розташований на однойменному острові в озері Меларен. Він являє собою кубічний чотириповерховий будинок з каменю та цегли. Нижні його частини збереглися з часів Середньовіччя. У 1630-х замок був відремонтований та розширений. Четвертий поверх, два садові флігелі та новий двоповерховий будинок і дах з'явилися під час реконструкції 1740—1741 за проєктом архітектора Карла Горлемана. З того часу замок і набув свого нинішнього вигляду. Навколо замку розташований великий парк, а в ньому зберігається велика колекція портретів шведської знаті.

## Історія
Замок Енґсьо був уперше згаданий як Енґсєв (швед. Engsev) у королівській хартії короля Швеції Кнута I Еріксона (який правив у 1167—1196), в якій він оголошував, що успадкував майно після смерті свого батька, короля Еріка IX Шведського. До 1272 замок належав абатству Рісеберґа, а потім був захоплений Ґреґерсом Біргерсоном, незаконнонародженим сином Біргера, правителя Швеції та засновника Стокгольма.
З 1475 по 1710 замок належав родині Спарре. Нинішній замок був побудований як фортеця Риксродом Бенґтом Фадерсоном Спарре в 1480-х. У 1522 замок Енґсьо був узятий в результаті облоги королем Густавом I Вазою, оскільки його власник, син Фадерсона Кнут Бенґтсон, став на бік Кристіана II, короля Данії. Однак у 1538 замок був подарований королем доньці Бенґтсона Гілеві Кнутсдоттер, яка була одружена з Арвідом Троле.
У 1710 замок опинився у володінні Карла та Христини Піпер. Він належав роду Піпер з 1710 до 1971, а нині перебуває у розпорядженні фонду Вестмана. Сама будівля замку була перетворена на музей у 1959 і внесена до списку архітектурних пам'яток у 1965. Нині замок відкритий для відвідувачів влітку.

## Галерея

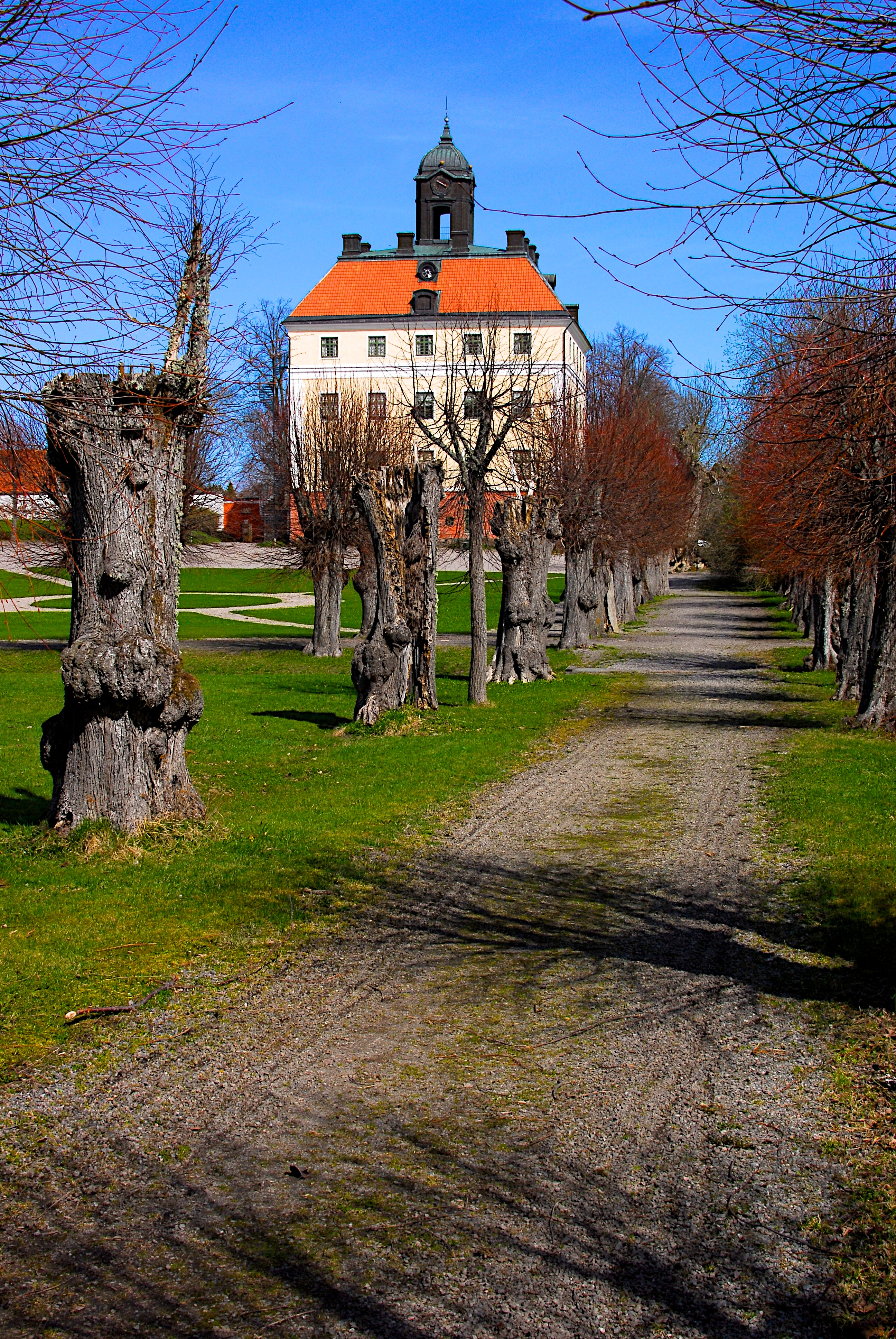
Замок Eнґсьо у квітні
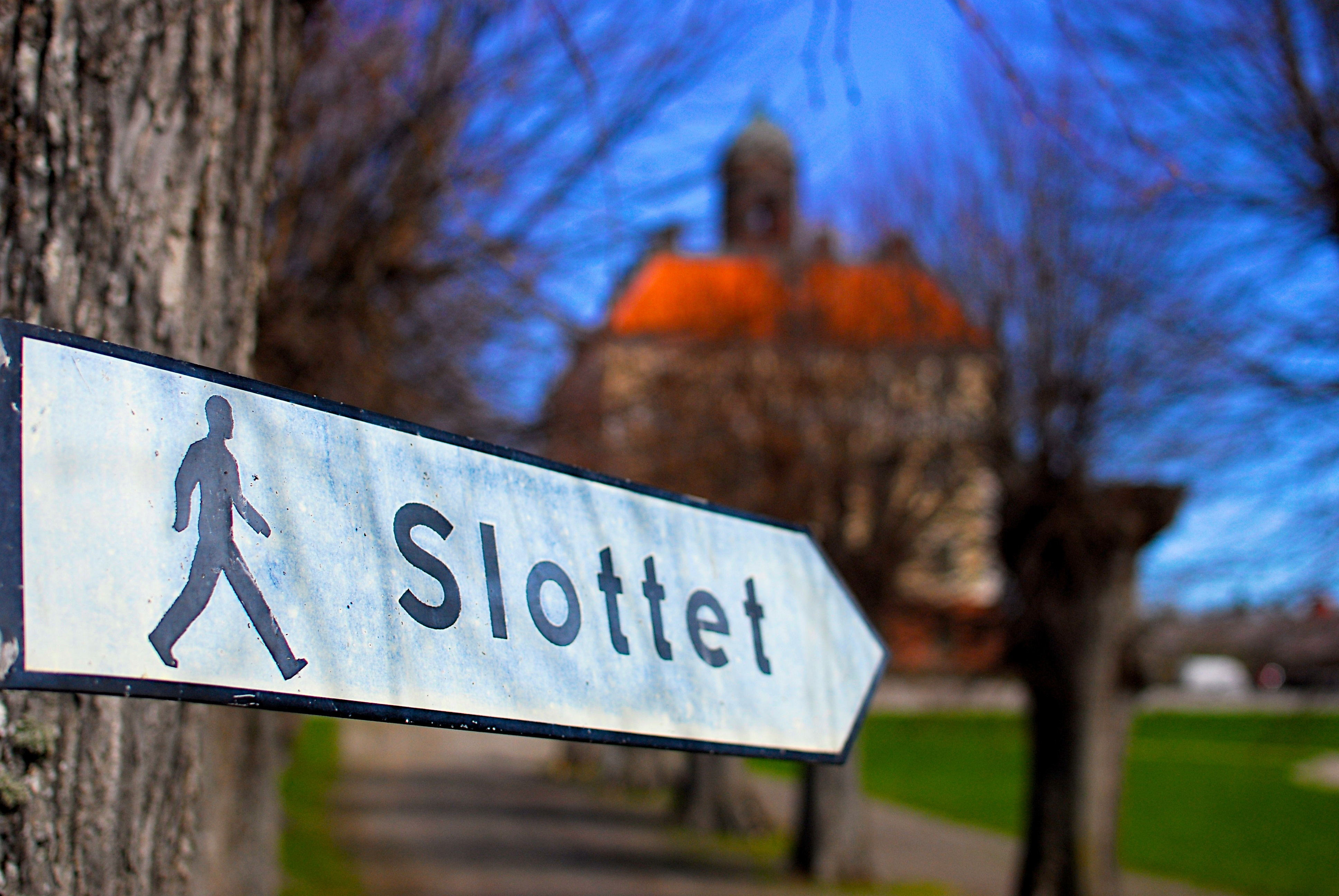
Покажчик шляху до замку
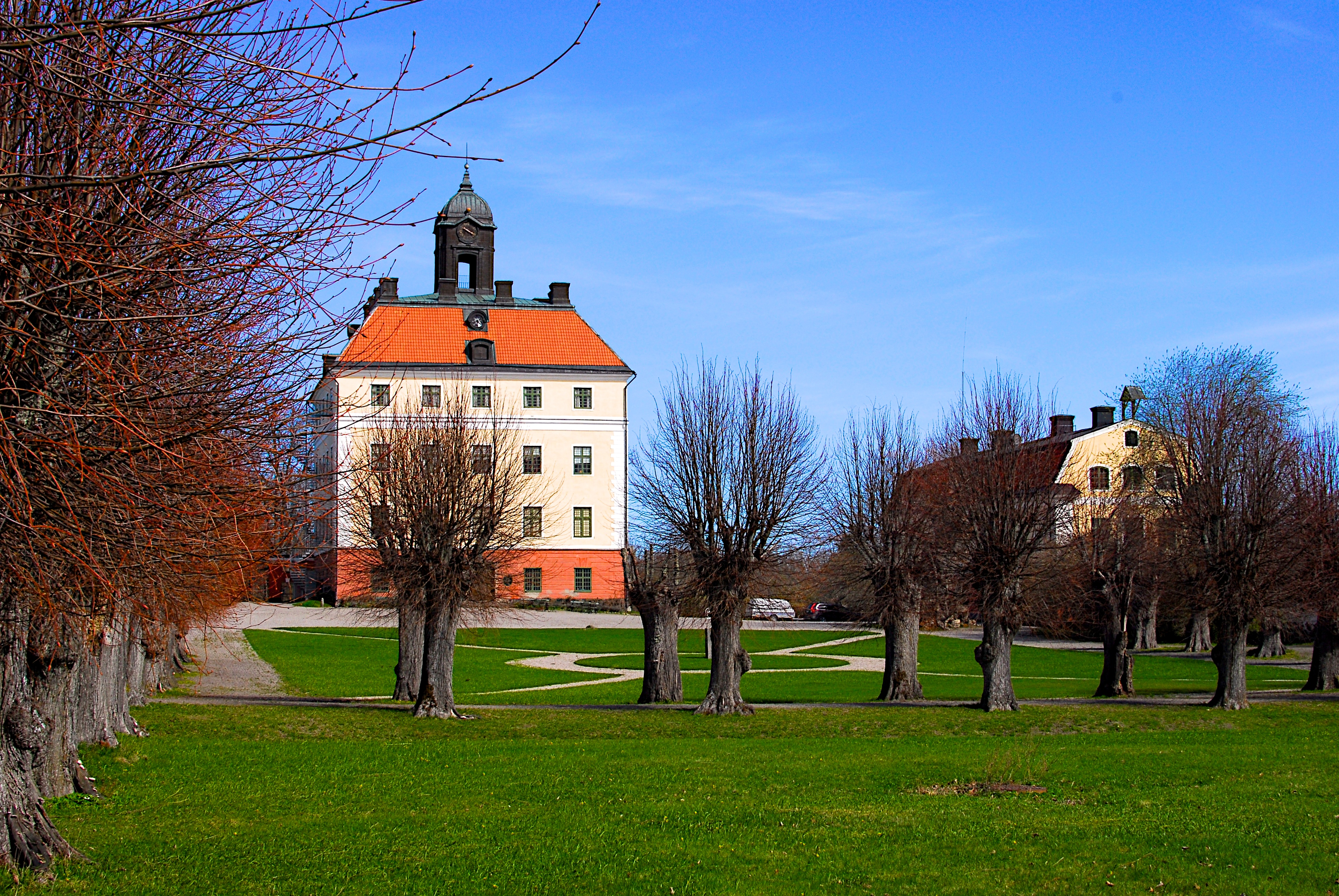
Замок Енґсьо з парком на передньому плані
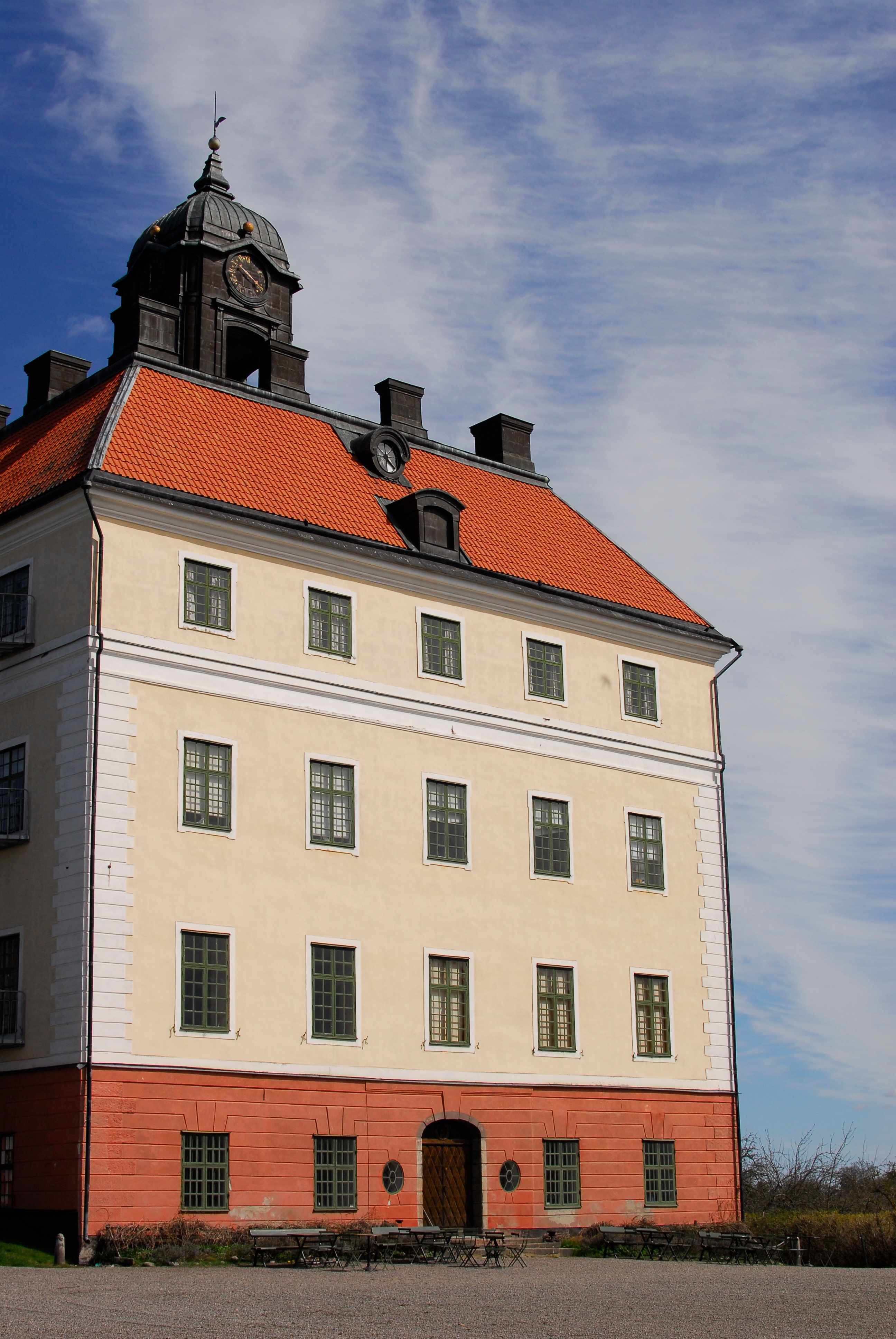
Фронт замку Енґсьо
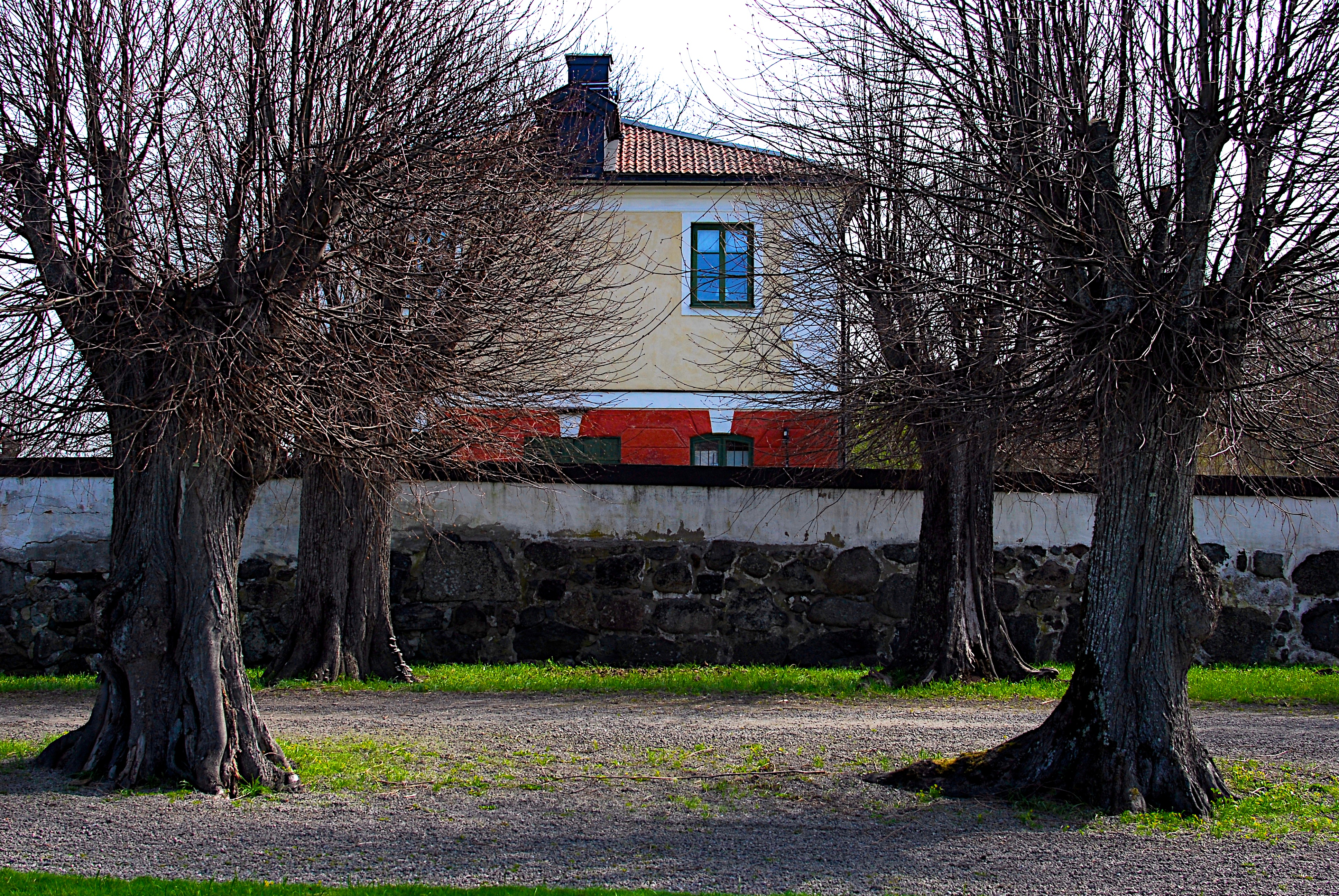
Будівля поруч із замком Енґсьо
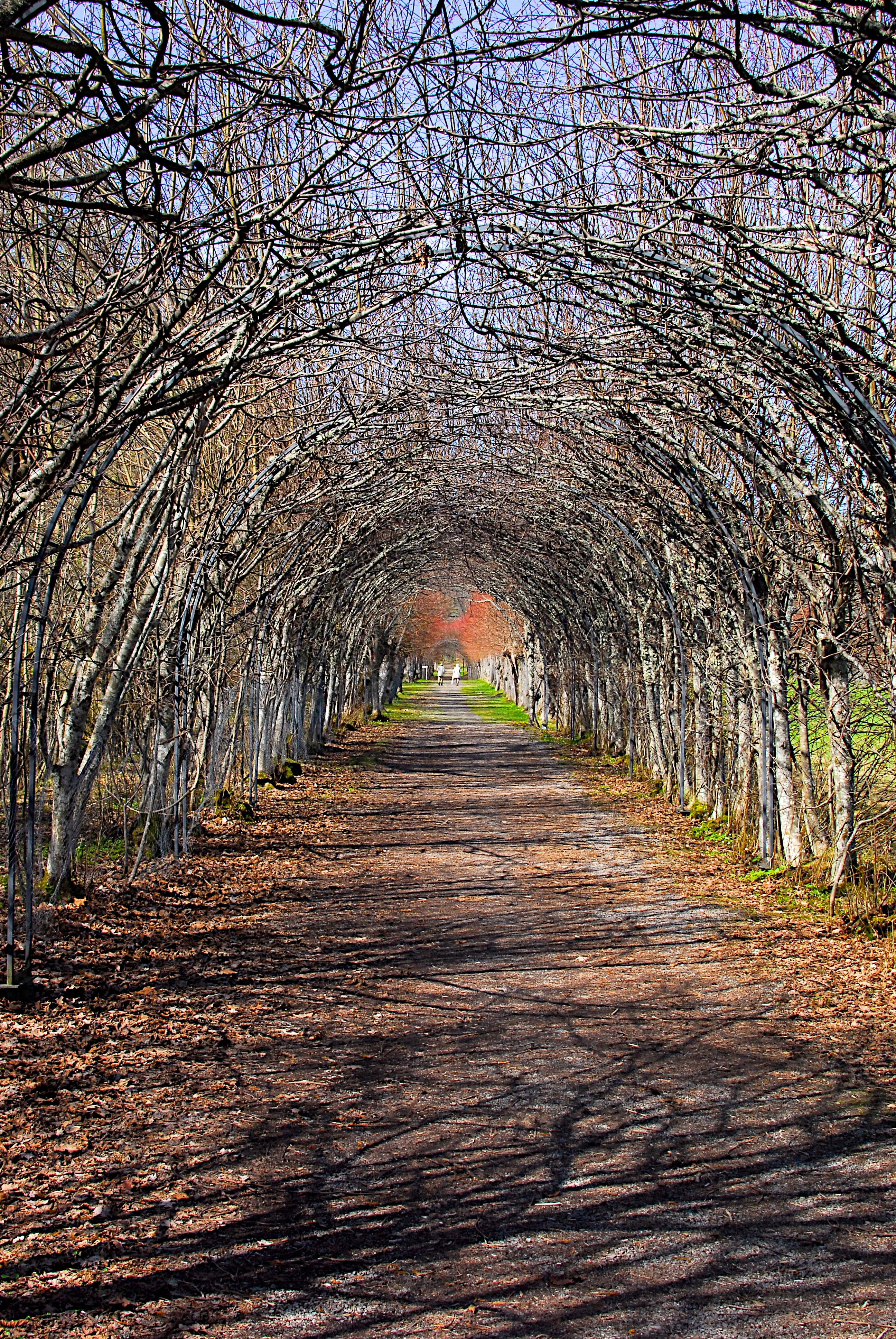
Парк у замку Енґсьо